# Vivian Maier
Pour les articles homonymes, voir Maier.
 (août 2025).
Motif : article hagiographique, absence de sources secondaires de qualité, dimension de l'article disproportionnée, pour une photographe relativement mineure, elle n'est ni Diane Arbus, ni Lisette Model loin de là
Vivian Maier, née le 1er février 1926 à New York et morte le 21 avril 2009 à Chicago, est une photographe de rue et cinéaste documentariste amatrice américaine.
Travaillant pendant quarante ans comme nounou, artiste prolifique, ne se séparant jamais de son appareil photo, elle n’a jamais présenté sa production photographique ou ses films de son vivant. Ses dizaines de milliers de clichés — (parmi lesquels de très nombreux autoportraits) —, pris principalement à New York et à Chicago, mais aussi à travers le monde, dont une majorité de négatifs non développés, ont été découverts après sa mort, faisant d’elle une artiste célèbre.
Sitôt son œuvre rendue publique grâce aux collectionneurs américains qui l’ont découverte, la reconnaissance posthume, populaire et critique de son travail a rapidement suivi et, depuis lors, ses photos sont étudiées et exposées en Amérique du Nord, en Asie et en Europe, tandis que sa vie est l’objet d’ouvrages littéraires et de documentaires filmés.

## Biographie
La vie de Vivian Maier a été reconstituée par John Maloof qui a recherché les témoins de son existence aux États-Unis en retrouvant notamment les familles auprès desquelles elle a vécu. La partie française de sa biographie a été reconstituée grâce aux travaux de l’Association Vivian Maier et le Champsaur qui a procédé aux mêmes recherches de témoins de sa vie dans le Champsaur, la vallée d’origine de sa famille maternelle, dans les Hautes-Alpes en France.
Vivian Maier est née à New York le 1er février 1926. Son père, Charles Maier, est américain, issu d’une famille d’émigrants autrichiens, et sa mère, Marie Jaussaud, est française. Celle-ci est née le 11 mai 1897 à Saint-Julien-en-Champsaur et y a vécu jusqu’à son départ pour les États-Unis, où une branche de la famille Jaussaud avait déjà émigré (Eugénie Jaussaud, sa mère née le 30 janvier 1881, a quitté la France pour aller travailler à New York, où elle est arrivée le 20 mai 1901).
Marie fait la connaissance à New York de Charles Maier, employé dans une droguerie, et l’épouse le 11 mai 1919. Elle obtient la nationalité américaine par son mariage. De cette union naissent deux enfants, d’abord un garçon, Charles William, en 1920, puis une fille, Vivian Maier, en 1926. Les parents se séparent en 1929. Le garçon est confié à ses grands-parents paternels, et Vivian Maier reste auprès de sa mère, qui trouve alors refuge auprès d’une amie, Jeanne Bertrand, résidant dans le Bronx.
Jeanne Bertrand est née en 1880 à Agnières-en-Dévoluy, non loin de la vallée du Champsaur. C’est une photographe professionnelle reconnue. Elle a eu les honneurs de la première page de l’édition du 23 août 1902 du Boston Globe, le grand journal de Boston, avec un long article élogieux sur son jeune talent de photographe, avec sa photographie et deux portraits qu’elle avait réalisés. Elle fait découvrir à Marie Maier et à sa fille sa passion pour la photographie.
Grâce aux témoignages recueillis auprès des habitants, l’association champsaurine établit qu’en 1932 ou en 1933, les deux femmes et Vivian Maier reviennent en France pour s’installer d’abord à Saint-Julien, puis à Saint-Bonnet-en-Champsaur. Une partie de l’enfance de Vivian Maier se passe donc en France, de ses six ou sept ans à ses douze ans. Elle parle le français et joue avec les enfants de son âge. Sa mère, Marie, prend quelques photographies qui sont autant de témoignages de leur séjour.
Le 1er août 1938, Marie Maier et sa fille âgée de douze ans rentrent aux États-Unis ; elles embarquent à bord du Normandie, qui relie Le Havre à New York, où elles s’installent à nouveau. Après la Seconde Guerre mondiale, en 1950-1951, Vivian Maier, jeune adulte de 20-25 ans, revient dans le Champsaur pour vendre aux enchères une propriété qui lui a été léguée par sa grand-tante Marie-Florentine Jaussaud. Marie Maier est écartée de la succession. Cependant, déjà en 1948, sa grand-mère maternelle, Eugénie Jaussaud, décède et lui laisse un tiers de ses économies. En attendant la vente, Vivian Maier parcourt la région, rend visite aux membres de sa famille et, par tous les temps, fait de nombreuses photographies avec ses deux appareils en bandoulière.
La jeune femme repart pour New York le 16 avril 1951 et entre au service d’une famille de Southampton comme nounou. Comme seule adresse, elle indique une boîte postale à Flushing. Elle ne rejoint aucun de ses parents. À partir de cette époque, Vivian Maier garde le silence sur son histoire personnelle, familiale. Elle restera dans cette famille pendant la majeure partie de son séjour à New York avant de s’établir définitivement en 1956 à Chicago, où elle poursuivra son activité de gouvernante pour enfants. En 1952, elle s’achète un excellent appareil photo, un Rolleiflex.
Vivian Maier a 30 ans à son arrivée à Chicago, où elle est engagée par Nancy et Avron Gensburg pour prendre soin de leurs trois garçons : John, Lane et Matthew. Selon Nancy Gensburg, elle n’aimait pas particulièrement être nounou, mais elle ne savait pas quoi faire d’autre. Et c’est ce métier qu’elle exercera presque jusqu’à la fin de sa vie. Chez les Gensburg, à Highland Park, au 140 Deere Park Ct, elle dispose d’une salle de bain privée qui lui sert aussi de chambre noire où elle peut développer ses négatifs et ses films. Elle donne libre cours à sa passion pour la photographie car, dès qu’elle le peut, elle part photographier dans la rue la vie quotidienne de ses habitants, les enfants, les travailleurs, les gens de la bonne société comme les malheureux, aveugles mendiants ou marginaux. Tout en restant au service de la famille Gensburg, la famille ayant pourvu temporairement à son remplacement, elle entreprend, seule, pendant six mois, en 1959-1960, un voyage autour du monde : elle se rend au Canada, en Égypte, au Yémen, en Italie, à Bangkok… et effectue un dernier séjour dans le Champsaur qu’elle sillonne à vélo et où elle prend de nombreuses photographies, que personne là-bas n’a vues. Secrète, elle n’a jamais dit aux Gensburg où elle était allée. C’est de cette famille, qu’elle a connue dès son arrivée à Chicago et au sein de laquelle elle a vécu pendant 17 ans, qu’elle s’est toujours sentie le plus proche.
Quand John, Lane et Matthew devenus grands n’ont plus besoin d’une nounou, Vivian Maier quitte les Gensburg et poursuit son activité de famille en famille. Elle s’occupera, par exemple, des enfants de Phil Donahue pendant un an. À cette époque, elle décide de passer à la photographie en couleur en utilisant plusieurs appareils de photographie différents, dont un Kodak et un Leica. Les couleurs représentent alors un nouvel aspect du travail photographique de Vivian Maier, elle remplace les personnes par des objets trouvés, des journaux et des graffitis. À partir de ce moment, ses négatifs ne seront ni développés, ni tirés jusqu’à la découverte de son œuvre par John Maloof.
Sa mère décède en 1975, et Vivian Maier vit seule désormais, elle a 49 ans. Elle reste animée par son extraordinaire passion pour la photographie et réalise toujours de nombreux clichés. Quand en 1987 Zalman Usiskin (en), professeur de mathématiques à l’université de Chicago, et son épouse Karen interrogent Vivian Maier avant de l’engager, elle leur dit : « Je dois vous dire que je viens avec ma vie, et ma vie est dans des cartons ». Zalman Usiskin lui répond qu’il possède un grand garage et que ce n’est pas une difficulté. Il ne s’attendait pas à ce qu’elle vienne avec 200 cartons représentant environ trente années de photographies et contenant des négatifs, du matériel photographique et aussi, pour beaucoup d’entre eux, des coupures de journaux et de magazines soigneusement rangés dans des classeurs auxquels elle attachait beaucoup d’importance. Ses cartons sont entreposés dans un garde-meuble et elle n’y touche pas jusqu’à son départ, un an plus tard. De 1989 à 1993, avec beaucoup d’humanité, Vivian Maier prend soin de Chiara Bayleander, une adolescente handicapée mentale, qui est pour elle une compagne enjouée et dynamique. Elle entrepose ses nombreux cartons dans l’entresol de la maison de Frederico Bayleander, son employeur.
Quelques-uns de ses anciens employeurs la décrivent comme ayant des avis tranchés et pouvant même être impolie, mais les fils Gensburg l’adoraient. Pour Lane Gensburg, « elle était comme Mary Poppins ». Ils étaient aux anges quand elle leur rapportait un serpent mort pour l’examiner avec eux ou [qu'elle] les emmenait voir des films d’art et essai, assister à la parade du Nouvel An chinois ou surtout quand elle allait cueillir avec eux des fraises sauvages dans un bois tout proche de chez eux.
La vieillesse s’installe peu à peu. Vivian Maier connaît de sérieuses difficultés financières. La plus grande partie de ses affaires était stockée dans un garde-meuble, quand les frères Gensburg retrouvent leur nounou vivant dans un petit appartement à Cicero à la fin des années 1990. Vivian Maier aimait la famille Gensburg et était toujours restée en contact avec elle, allant aux mariages, aux remises de diplômes, leur rendant visite aux naissances. Les Gensburg l’installent dans un appartement agréable à Rogers Park, dans l’immeuble 7755 - 57, situé à N Scheridan Rd, et continuent de veiller sur elle. Vivian Maier passe beaucoup de temps dans le parc Rogers Beach Park, au bord du lac Michigan. En décembre 2008, elle glisse sur une plaque de verglas, se blesse à la tête et est emmenée d’urgence à l’hôpital. Les frères Gensburg veillent à ce qu’elle soit bien soignée et la font entrer dans une maison de retraite médicalisée. Malgré les soins reçus et l’attention affectueuse que lui témoignent les trois frères, Vivian Maier décède le 20 avril 2009. Deux années plus tôt et sans que les frères Gensburg le sachent, les frais de stockage de ses cartons au garde-meuble étant impayés, les appareils de photographie, les négatifs, les bobines de films appartenant à Vivian Maier avaient été mis en vente aux enchères. C’est à ce moment-là, en 2007, que John Maloof s’était porté acquéreur d’un lot et ce fut le début de la reconnaissance d’une grande photographe quelques mois plus tard, avant toutefois que John Maloof puisse la retrouver et faire sa connaissance.
Ainsi, tout en travaillant durant près de quarante ans comme gouvernante et nourrice à domicile, principalement à Chicago, Vivian Maier a consacré tous ses moments de liberté à la photographie et pris plus de 150 000 images, principalement de personnes et d’architecture à New York, Chicago et Los Angeles. Tout au long de son existence, les photos de Vivian Maier restent inconnues et non publiées, un grand nombre de négatifs n’ayant d'ailleurs pas été développés. Un collectionneur de Chicago, John Maloof, s’en procure quelques-unes en 2007, tandis que deux autres collectionneurs de la même ville, Ron Slattery et Randy Prow, retrouvent également des photos et des négatifs dans les boîtes et les valises laissées par Vivian Maier. Ses photos sont pour la première fois publiées sur internet en 2008 par Slattery, sans attirer l’attention. Maloof de son côté, fait un lien entre son blog et le site Flickr avec une sélection d’images, et le résultat devient viral, avec des centaines de milliers d’internautes exprimant leur intérêt.

## Découverte de son œuvre
À la fin de l’année 2007, une partie des biens de Vivian Maier est mise aux enchères. Hospitalisée, elle ne peut plus payer la location du box qu’elle utilise pour les stocker. Trois chineurs acquièrent ses biens via le commissaire priseur Roger Gunderson : Randy Prow, John Maloof et Ron Slattery. John Maloof, un jeune agent immobilier de 25 ans, président d’une société historique locale est à la recherche de photographies pour illustrer un livre qu’il coécrit sur le quartier de Portage Park à Chicago . Il achète pour 400 dollars le plus gros lot de négatifs (30 000 négatifs, des dizaines de rouleaux de pellicule et seulement quelques tirages réalisés dans les années 1950-1960). Il n’y a pas d’images de Portage Park. Déçu, il remise son achat dans un placard. En observant les négatifs, bien qu’ignorant leur valeur, il trouve cela beau. John Maloof a l’habitude de chiner, car il a grandi avec son frère dans les marchés aux puces, son père et son grand père étant brocanteurs. Avec son frère, il va régulièrement à des ventes aux enchères de garde-meubles. Le jour où il découvre l’œuvre de Vivian Maier, la salle des ventes se situe en face de chez lui.
En 2008, Ron Slattery est le premier à publier des photographies de Vivian Maier en ligne sans réels échos. À peu près au même moment, John Maloof ressort les négatifs, les numérise par centaines et commence à les vendre sur eBay. Il rencontre par ce biais un professeur d’art qui lui fait prendre conscience de l’importance de l’œuvre de Vivian Maier. Il examine alors les milliers de pellicules encore embobinées et prend contact avec la maison de ventes aux enchères pour retrouver les acheteurs des autres lots. Il les leur rachète et acquiert au total plus de 100 000 négatifs. Il la questionne aussi, désireux de connaître cette mystérieuse photographe dont il a aperçu les autoportraits impressionnés sur la pellicule 30 ou 40 ans plus tôt. Il apprend que ces cartons appartenaient à une dame âgée et malade dont on ne connaît pas le nom, et il ne poursuit pas à ce moment-là ses investigations.

En avril 2009, John Maloof découvre dans un carton une enveloppe d’un laboratoire de photographie portant le nom de Vivian Maier écrit au crayon. Il tape ce nom sur le moteur de recherche Google et apprend par un avis de décès paru quelques jours plus tôt dans le Chicago Tribune qu’elle est morte à l’âge de 83 ans. Les frères Gensburg, que Vivian Maier a élevés de 1956 à 1972 et qui se sont occupés d’elle dans les dernières années de sa vie, ont fait publier cette notice nécrologique : 

« Vivian Maier, originaire de France et fière de l'être, résidente à Chicago depuis ces cinquante dernières années, est morte en paix lundi. Seconde mère de John, Lane et Matthew. Cet esprit libre apporta une touche de magie dans leur vie et dans celles de tous ceux qui l'ont connue. Toujours prête à donner un conseil, un avis ou à tendre une main secourable. Critique de film et photographe extraordinaire. Une personne vraiment unique, qui nous manquera énormément et dont nous nous souviendrons toujours de la longue et formidable vie. »

Si l’histoire de Vivian Maier prend fin pour les fidèles frères Gensburg, elle ne fait que commencer pour le monde entier, qui la découvre par le livre de John Maloof Vivian Maier, Street Photographer. Ce livre suscite de nombreux articles dans la presse américaine,,,, dont un article de William Meyers paru dans The Wall Street Journal du 3 janvier 2012 sous le titre « The Nanny’s Secret » (Le secret de la nounou).
Elle a réalisé au cours de sa vie près de 120 000 photographies de rue, sans les avoir vues elle-même pour une bonne partie, puisqu’elle n’a pas toujours eu la possibilité ni les moyens financiers de développer ou de faire développer ses négatifs. Elle n’a pas montré ses tirages, n’a pas parlé de son travail et, a priori, n’a jamais tenté de tirer profit de ses clichés. Ceci participe de sa légende.
Au printemps 2010, Jeffrey Goldstein, un collectionneur d’art de Chicago, rachète 19 000 négatifs, 1 000 tirages et 30 films à Randy Prow qui avait participé à la vente aux enchères de 2007. Au total, le nombre de négatifs contenus dans les cartons de Vivian Maier s’élève ainsi à environ 120 000.
Mais les images choisies et développées par John Maloof constituent aujourd’hui l’œuvre de Vivian Maier, ce qui brouille l’image de l’artiste. Or le travail d’un photographe se reconnaît à la sélection de tirage opérée par ses soins, selon les directeurs d’institutions muséales et les professionnels.
La question d’une possible descendance se pose également vis-à-vis de l’héritage de Vivian Maier. Interrogé, Maloof affirme « Après tout ce que j’ai investi, je préfère ne pas penser à l’éventualité d’un héritier ». Néanmoins, un recensement de 1930 déclare que le père de Vivian Maier logeait avec ses parents et un enfant de 10 ans, décrit comme le petit-fils des propriétaires. Il pourrait s’agir du frère ou du cousin de Vivan Maier.

## Reconnaissance et naissance d'un «mythe»

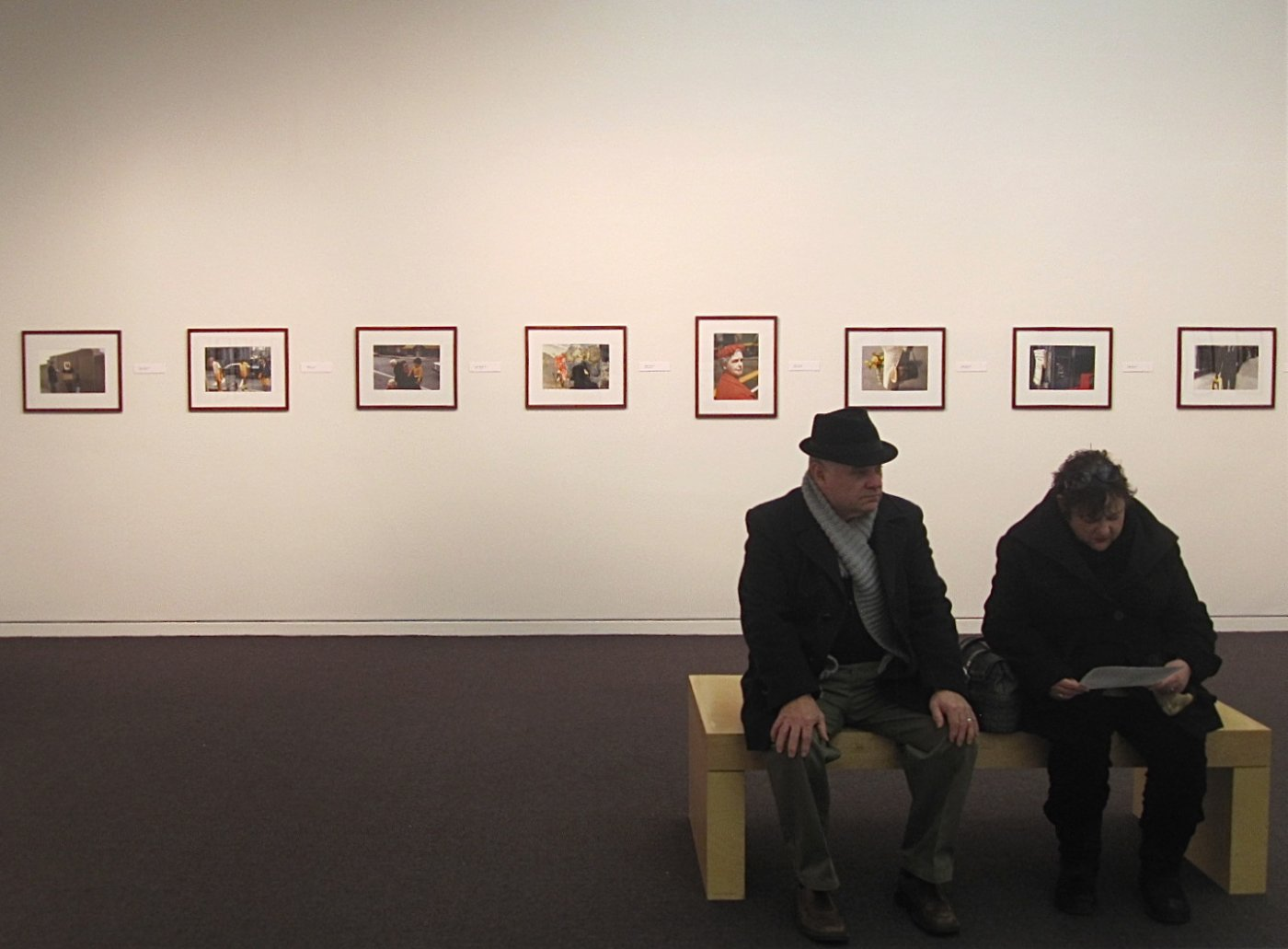
Exposition Finding Vivian Maier au Chicago Cultural Center, janvier 2011.

Ainsi naît une légende, celle d’un génie de la photographie découvert après toute une vie de prises de vue, un maître de la photographie de rue qui a vécu dans l’anonymat comme nounou à New York, où elle est née, et à Chicago, où elle est morte.
Depuis sa découverte en 2007, John Maloof se consacre à protéger l’œuvre de Vivian Maier. Il a classé ses documents et ses enregistrements audio, numérisé les quelque 150 films qu’elle a tournés, scanné et développé les négatifs de ses photographies. Il a recherché et interviewé plus de soixante personnes qui ont connu Vivian Maier, parvenant ainsi à reconstituer sa vie aux États-Unis et à cerner sa personnalité. Il a créé un site internet et une page Facebook dédiés à la photographe, publié un livre de photographies préfacé par Geoff Dyer, Vivian Maier : Street Photographer (PowerHouse Books, U.S.), avec des photos appartenant à sa collection. Il a aussi produit un documentaire Finding Vivian Maier avec Charlie Siskel, qu’il présente dans une newsletter du 15 février 2013 comme « racontant l’incroyable histoire vraie du mystère de sa vie cachée. »
Néanmoins, le « mythe » Vivian Maier, bien que largement reconnu par le public, reste très discuté parmi la communauté scientifique. C’est ce que souligne l’historien de l’art Giovanni Lista dans son article « La fabrication du phénomène Vivian  ». Le statut d’artiste associé post-mortem à Vivian Maier est notamment remis en cause par Lista. La création d’un discours scientifique et la mise en exposition des photographies de Maier, alors qu’elle ne semblait en aucun cas vouloir elle-même les développer, pose en effet une multitude de questionnements historiographiques. Est-il légitime de choisir comment développer ses photographies ? Quelle est alors la part artistique revenant à Maier dès lors que certains de ses négatifs sont modifiés au moment du tirage ? A quel moment peut-on décider que ces négatifs retrouvés deviennent des œuvres ? Qui peut le décider ? Autant de questionnements qui rendent le « mythe » Vivian Maier fascinant.
Dans le site qu’il lui a dédié, John Maloof écrit que Jeanne Bertrand a vraisemblablement initié Vivian Maier à la photographie, aux portraits et aux paysages mais que c’est en 1952 qu’elle a trouvé dans la rue les sujets de ses prises de vue et la manière de les photographier. Constatant bien des similitudes dans les photographies de Vivian Maier et celles de Lisette Model (1901-1983), il émet l’hypothèse que cette dernière, qui a enseigné en 1952 la photographie à la New School for Social Research à New York – à laquelle Vivian Maier n’a pas été inscrite, observe-t-il – a eu une influence décisive sur le travail de Vivian Maier.
Jeffrey Goldstein fait vivre également son trésor : il a lui aussi créé une page Facebook et un site internet dédié, et a publié un livre des photographies lui appartenant, Vivian Maier: Out of the Shadows de Richard Cahan et Michaël Williams (CityFiles Press).
Le 5 juin 2025, le 79e album de la collection 100 photos pour la liberté de la presse, sort en librairie ; il est consacré à Vivian Maier. Il s'agit d'un livre édité par Reporters sans frontières (RSF) dans le but de soutenir et venir en aide aux journalistes sur le terrain au travers le monde.

## Hommages
- Le 8 novembre 2021, la ville de Paris inaugure une rue Vivian-Maier dans le 13e arrondissement[23],[24].
- En 2022, le chanteur canadien Patrick Watson dédie deux chansons de son album Better in the Shade à Vivian Maier : Ode to Vivian et Little Moments[25].
- En 2022, le collège de Saint-Bonnet-en-Champsaur a été baptisé au nom de Vivian Maier[26].

## Expositions
Les grandes galeries de photographies présentent désormais le travail de Vivian Maier : Steven Kasher Gallery de New York (exposition « Unseen Images »), Catherine Couturier Gallery de Houston (exposition « Out of the Shadows »), Merry Karnowsky Gallery de Los Angeles, Jackson Fine Art Gallery d’Atlanta, Howard Greenberg Gallery de New York, et Les Douches la Galerie à Paris.
Chaque année, des expositions d’œuvres de Vivian Maier sont organisées à Saint-Julien-en-Champsaur (Hautes-Alpes). Elles sont aussi mises à disposition des centres culturels des environs.
Liste non exhaustive :
- 2011 : Vivian Maier, Chicago Cultural Center
- 2014 : Vivian Maier (1926-2009), une photographe révélée, Jeu de paume (Paris), château de Tours[33]
- 2014 : Vivian Maier photographe, bibliothèque cantonale et universitaire de Fribourg (Suisse) dans le cadre du festival international de films de Fribourg[34]
- 2019 : Vivian Maier, street photographer, musée de l'Ancien Évêché, Grenoble[35],[1]
- 2021 : Vivian Maier, musée du Luxembourg (Paris), du 15 septembre 2021 au 16 janvier 2022[36],[37], clichés repris par la RATP[38].
- 2022 : Vivian Maier e(s)t son double, à la fois au musée de Pont-Aven et au musée des Beaux Arts de Quimper, du 4 février 2022 au 29 mai 2022[39],[40]
- 2022 : Vivian Maier : L'autoportrait et son double, BOZAR (Bruxelles), du 8 juin au 28 août 2022
- 2022 : Vivian Maier : Anthology, MK Gallery (Milton Keynes, Royaume-Uni), du 11 juin au 25 septembre 2022
- 2023 : Vivian Maier, Vendéthèque de La Châtaigneraie, 18 février 2023 au 20 mai 2023
- 2024 : Vivian Maier : Unseen Work, Fotografiska New York[41]
- 2024 : Vivian Maier - Anthology, Haus der Fotografie Olten, du 24 février 2024 au 19 mai 2024[42],[43]
- 2025 : Vivian Maier, au bord du monde, maison des Douanes, Saint-Palais-sur-Mer, du 5 avril au 2 novembre 2025[44],[45]

## Ouvrages présentant les photographies de Vivian
- (en-US) John Maloof (dir.) et Geoff Dyer (rédacteur) (photogr. Vivian Maier), Vivian Maier : Street Photographer, Brooklyn, New York, PowerHouse Books, 2011, 144 p. (ISBN 9781576875773, lire en ligne),
- (en-US) Richard Cahan (dir.) et Michael Williams (dir.) (photogr. Vivian Maier), Vivian Maier : Out of the Shadows, Chicago, Illinois, CityFiles Press (réimpr. 2019) (1re éd. 2012), 296 p. (ISBN 9781733869003, lire en ligne),
- (en-US) John Maloof (dir.) (photogr. Vivian Maier), Vivian Maier : Self-Portraits, Brooklyn, Etat de New York, Power House, 2013, 120 p. (ISBN 9781576876626),
- (en-US) Richard Cahan (dir.) et Michael Williams (rédacteur) (photogr. Vivian Maier), Eye to Eye : Photographs by Vivian Maier, Chicago, Illinois, CityFiles Press, 2014, 216 p. (ISBN 9780991541805, lire en ligne),
- (en-US) Marvin Heiferman (photogr. Vivian Maier), Vivian Maier : A Photographer Found, New York, Harper Design, 2014, 288 p. (ISBN 9780062305534),
- (en-US) Colin Westerbeck (dir.) (photogr. Vivian Maier), Vivian Maier : The Color Work, New York, Harper, 2018, 172 p. (ISBN 9780062795571, lire en ligne),
- (fr) Album - 100 photos pour la liberté de la presse, vol. 79, Paris, France, Reporters sans frontières, 2025, 144 p. (ISBN 9782362201059).

#### Notice encyclopédique
- (en) Boris Friedewald, Women Photographers : From Julia Margaret Cameron to Cindy Sherman, Munich, Allemagne, Prestel, 2014, 240 p. (ISBN 9783791348148, lire en ligne), p. 138-141,

#### Essais et biographies
- (en-US) Cinzia Ghigliano, Lei. Vivian Maier, Rome, Italie, Orecchio Acerbo, 2016, 40 p. (ISBN 9788899064273, lire en ligne)
- (fr) Ann Marks, Vivian Maier révélée : enquête sur une femme libre, Paris, Delpire & co, 2021, 360 p. (ISBN 979-10-95821-39-7).
- (fr) Françoise Perron, Vivian Maier en toute discrétion, LOCO, 2021, 227 p. (ISBN 978-2-84314-053-2).

### Catalogues
- Collectif, Vivian Maier, catalogue d’exposition, Paris, Réunion des musées nationaux et du Grand Palais/diChroma, 2021, 256 p. (ISBN 2711878422).

### Articles

#### Anglophones
- (en-US) Ben Merriman et Andrew Seeder, « Introduction : Vivian Maier », Chicago Review, vol. 57, nos 3 / 4,‎ hiver 2013, p. 102-103 (2 pages) (lire en ligne ),
- (en-US) Shane McCrae, « Vivian Maier Considers Heaven from a Bench in Rogers Beach Park Chicago », The Baffler, no 63,‎ mao / juin 2022, p. 123 (1 page) (lire en ligne ),

#### Francophones
- « Vivian Maier : l'histoire incroyable d'une photographe amateur », Réponses Photo, no 259,‎ octobre 2013.
- Jean-Christophe Béchet, « Enquête sur le phénomène Vivian Maier », dans : Fisheye (magazine), hors-série no 2, automne 2015, p. 6-21.
- « Vivian Maier : la mystérieuse, côté couleur », Réponses Photo, no 296,‎ novembre 2016, p. 71-78.

### Roman
- Gaëlle Josse, Une femme en contre-jour, éditions Noir sur Blanc coll. « Notabilia », 2019, 156 p.  (ISBN 978-2-88250-568-2) Portrait romancé de Vivian Maier (voir sur franceculture.fr).

### Filmographie
- Vivian Maier: Who Took Nanny’s Pictures?, 2013, de Jill Nichols
- À la recherche de Vivian Maier, 2013, de John Maloof et Charlie Siskel Nommé en 2015 (édition no 87) pour l’Oscar du meilleur film documentaire.
- Vivian Maier, sa vidéo de Chicago sur bewaremag.com

#### Sites
- (en) Vivian Maier - Her Discovered Work, site de John Maloof
- Site de l’association Vivian Maier et le Champsaur